# Jo Engelvaart
Johannis Adriaan (Jo) Engelvaart (Oud-Vossemeer, 28 februari 1927 – Den Burg, 18 augustus 2008) was een Nederlands politicus van de PvdA.
Hij was wethouder in Monnickendam voor hij in mei 1968 benoemd werd tot burgemeester van de gemeenten Venhuizen, Schellinkhout en Wijdenes. Op 1 augustus 1970 fuseerden die drie en gingen verder als de gemeente Venhuizen waarvan Engelvaart de burgemeester bleef. In juni 1978 volgde zijn benoeming tot burgemeester van Texel. In 1985 ging hij daar vervroegd met pensioen waarna hij op dat eiland bleef wonen. In 2008 overleed Engelvaart daar op 81-jarige leeftijd.